# Rewolwer Taurus Raging Bull
Taurus Raging Bull (Model 454) – brazylijski rewolwer zasilany amunicją .454 Casull. Broń została wprowadzona na rynek w 1997 roku. Jest przeznaczona dla myśliwych i miłośników strzelania do metalowych sylwetek. Produkowana w kilku wersjach różniących się długością lufy (127, 165 lub 213 mm) oraz rodzajem stali, z której wykonano broń (stal węglowa zabezpieczona przez oksydowanie lub nierdzewna).